# Traktorstrahl
Ein Traktorstrahl (von lateinisch trahere „ziehen“) ist ein fiktives, von einem entsprechenden Projektor ausgestrahltes, gebündeltes Kraftfeld, das auf ein Zielobjekt ausgerichtet wird und imstande ist, es ähnlich einem Schleppseil räumlich in bestimmter Entfernung zum Projektor zu halten beziehungsweise es auf die Position des Projektors heranzuziehen. Traktorstrahlen würden also wie starke magnetische Anziehung oder künstliche direktionale Schwerkraft wirken.
Auch wenn die Idee des Traktorstrahls in der Science-Fiction-Literatur seit Langem vorkommt, gibt es in der realen Wissenschaft und Technik heute nur erste Ansätze dazu, darunter die Technik der optischen Pinzette.

## Science Fiction
Traktorstrahlen kommen in der Science-Fiction-Literatur zum ersten Mal im Jahr 1934 im Buch Triplanetary von Edward E. Smith vor. Zudem sind sie in vielen Science-Fiction-Erzählungen verbreitet, wie etwa Perry Rhodan, Star Trek oder Star Wars, aber auch in einigen Computerspielen, wie zum Beispiel in X³: Reunion oder Zero Wing.

## Wissenschaftliche Versuche
Im September 2010 wurde bekannt gegeben, dass australische Wissenschaftler einen Laser entwickelt haben, mit dessen Hilfe einzelne Partikel transportiert werden können. Der Laser erhitzt dabei die Luft um die Partikel, die in einer Glasröhre stecken. Die Teilchen selbst bleiben dabei kühl und fangen an sich zu bewegen. Wenn sie sich dem heißen Laserstrahl nähern sollten, werden sie von der umliegenden Luft wieder zurück in die Mitte gedrängt und so auf kurz oder lang in Richtung des Laserstrahls gezogen.
Nach ähnlichem Prinzip soll ein Traktorstrahl arbeiten, der für die NASA entwickelt wird. Mit ihm soll es möglich sein, im Weltraum Proben von Asteroiden u. ä. aus größerer Entfernung zu sammeln.
Im Mai 2014 wurde von schottischen Wissenschaftlern ein Traktorstrahl auf Basis von Ultraschallwellen vorgestellt.